# دامپلین (فیلم)
دامپلین (به انگلیسی: Dumplin) فیلمی محصول سال ۲۰۱۸ و به کارگردانی آن فلچر است. در این فیلم بازیگرانی همچون دانیل مک دونالد، جنیفر آنیستون، اودیا راش، بکس تیلور-کلاوس، لوک بنوارد، داو کامرون، هارولد پرینو، کتی ناجیمی، سم پنکیک و دن فینریتی ایفای نقش کرده‌اند.